# Mertendorf
Mertendorf là một đô thị thuộc huyện Burgenland, bang Sachsen-Anhalt, Đức. Đô thị Mertendorf có diện tích 6,98 km², dân số thời điểm ngày 31 tháng 12 năm 2006 là 712 người.